# Not Available
Not Available is het avant-garde conceptalbum van The Residents.
Het album Not Available werd opgenomen als opvolger van het album Meet the Residents uit 1974.
Nadat het opgenomen was, werd het direct in een bankkluis gestopt, met de intentie het pas uit te brengen als alle leden van de band het vergeten waren. Het album werd uiteindelijk toch in 1978 uitgebracht.
Het album is een conceptalbum en gaat over de liefdesdriehoek tussen Edweena, Porcupine en Catbird. Het nummer Never Known Questions werd jarenlang op de Nederlandse radio als eindmelodie gebruikt voor het KRO-radioprogramma Rauhfaser.

## Tracks
1. Part One: Edweena
2. Part Two: The Making of a Soul
3. Part Three: Ship's a'Going Down
4. Part Four: Never Known Questions
5. Epilogue

De heruitgave op cd van 1987 bevat ook de opnamen die de The Residents opnamen in de samenwerking met Renaldo and the Loaf, Title in Limbo.
1. Intro: Version
2. The Shoe Salesman
3. Crashing
4. Monkey and Bunny
5. Mahogany Wood
6. The Sailor Song